# گمینا بیلسک
گمینا بیلسک (به لهستانی:  Gmina Bielsk) یک گمینا در لهستان است که در شهرستان پوتسک، استان ماسوویان واقع شده‌است.
 گمینا بیلسک ۱۲۵٫۵۳ کیلومتر مربع مساحت و ۸٬۹۳۶ نفر جمعیت دارد.